# اسلارن
اسلارن (به آلمانی: Eslarn) یک شهر در آلمان است که در (به آلمانی: Neustadt an der Waldnaab) واقع شده‌است. اسلارن ۲٬۹۵۸ نفر جمعیت دارد.